# Anthony Cáceres
Anthony Cáceres (* 29. září 1992) je australský fotbalista s uruguayskými kořeny hrající na postu záložníka v australském Sydney FC.

## Klubová kariéra

### Central Coast Mariners FC
19. ledna 2013 poprvé debutoval za Central Coast Mariners v zápasu proti Newcastle Jets, zápas skončil remízou 0:0. 21. ledna 2014 střelil svůj první gól, byl to zápas opět proti Newcastle Jets, klub vyhrál 3:0.

### Manchester City FC
Dne 15. ledna 2016 přestoupil za 300 000 dolarů do anglického Manchesteru City. Ihned po svém přestupu odešel na hostování do sesterského klubu Melbourne City, který působí v australské A-League.